# Ouba
Ne doit pas être confondu avec la rivière Oulba, aussi affluent de rive droite de l'Irtych.
L'Ouba  (en russe : Уба) est une rivière du Kazakhstan, qui coule dans les montagnes de l'Altaï sur le territoire de l'oblys du Kazakhstan-Oriental. C'est un affluent abondant de l'Irtych dans lequel il se jette en rive droite. C'est donc un sous-affluent de l'Ob.

## Géographie
Sa longueur est de 278 kilomètres.
Son bassin versant couvre 9 850 kilomètres carrés.
La rivière est issue des glaciers et des champs de neige du versant sud-ouest des hautes montagnes de l'Altaï occidental, région particulièrement bien disposée face aux masses d'air humide venues de l'ouest. L'Ouba coule grosso modo d'est en ouest. Il se jette en rive droite dans l'Irtych, au niveau de la localité d'Ouba-Forpost (à partir de 1987 années dans le réservoir de Shulba), une centaine de kilomètres en aval de la ville d'Öskemen (ex Oust-Kamenogorsk), et une centaine de kilomètres en amont de Semeï (ex Semipalatinsk).

## Hydrométrie - Les débits mensuels à Chemonaïkha
Le débit de l'Ouba a été observé pendant 34 ans (période 1954-1987) à Chemonaïkha, station hydrométrique située à 62 kilomètres en amont de son point de confluence avec l'Irtych, et à une altitude de 289 m. 
Le débit inter annuel moyen ou module observé à Chemonaïkha sur cette période était de 178 m3/s pour une surface drainée de quelque 8 470 km2, soit plus ou moins 86 % du bassin versant total de la rivière qui en compte 9 850.
La lame d'eau écoulée dans le bassin versant atteint ainsi le chiffre de 662 millimètres par an, ce qui doit être considéré comme élevé, surtout dans le contexte du bassin de l'Irtych caractérisé en moyenne par un écoulement faible. 
Comme presque partout au Kazakhstan, l'Ouba présente des fluctuations saisonnières de débit élevées. Les hautes eaux se déroulent au printemps, d'avril à juin, avec un maximum en mai. Dès le mois de juin, le débit diminue fortement et cette baisse se poursuit les mois suivants jusqu'au mois de septembre. Cette longue décrue est suivie d'un très net rebond du débit en octobre et novembre, ce qui constitue un second sommet, lié aux précipitations de saison sous forme de pluie. Fin novembre une nouvelle baisse de débit se produit, ce qui mène aux basses eaux d'hiver qui ont lieu de décembre à mars, avec un débit mensuel moyen baissant jusqu'au niveau de 25,0 m3 au mois de février (minimum d'étiage). 
Le débit moyen mensuel observé en février constitue à peine 3,5 % du débit moyen du mois de mai (688 m3/s), ce qui souligne l'amplitude très importante des variations saisonnières. Ces écarts peuvent être plus élevés encore selon les années. Sur la durée d'observation de 34 ans, le débit mensuel minimal a été de 7,72 m3/s (en février 1964), tandis que le débit mensuel maximal s'élevait à 1 160 m3/s en août 1955. 
En ce qui concerne la période libre de glaces (de mai à octobre inclus), le débit mensuel minimum observé a été de 23,9 m3/s en septembre 1951. Un débit mensuel d'été inférieur à 30 m3/s est fort rare.